# Visistacaritra
Viśiṣṭacāritra is een bodhisattva die wordt genoemd in de hoofdstukken 15, 21 en 22 van de Lotussoetra. Hij is een van de vier grote perfectgemaakte bodhisattva's Shakyamuni Boeddha bijstaat en de Lotussoetra en zijn volgelingen beschermd. Viśiṣṭacāritra wordt ook wel Superieure Oefening genoemd dat uit het hanzi is vertaald. De andere vier grote perfectgemaakte bodhisattva's zijn Oneindige Oefening, Pure Oefening en Sterke Oefening.